# HVB Tower
La HVB Tower, precedentemente nota come Hypo-Haus, è un grattacielo che si trova a Monaco di Baviera, in Germania. 
Alto 113,7 metri, è stato progettato dalla coppia di architetti Walther e Bea Betz e ospita la sede della HypoVereinsbank, dal quale deriva anche il nome. La costruzione è iniziata nel 1975, per poi essere completata nel 1981 ed inaugurata il 16 novembre. L'edificio negli anni 2013-2015 ha subito una ristrutturazione. 
Al momento della sua inaugurazione e per i successivi 23 anni, la HBV Tower è stata il più alto edificio di Monaco per poi essere superata nel 2004 dal Hochhaus Uptown München.